# Ratolí marsupial cua-roig
El ratolí marsupial cua-roig (Phascogale calura) és un petit marsupial carnívor originari de l'Austràlia central i occidental. Té una relació propera amb el ratolí marsupial de cua emplomallada (Phascogale tapoatafa) però és més petit i bru.